# Référendum irlandais sur la réduction de l'âge d'éligibilité du président
Le référendum irlandais sur la réduction de l'âge d'éligibilité du président a lieu le 22 mai 2015 en république d'Irlande. Il est organisé en même temps que celui sur le mariage homosexuel.
Les électeurs se prononcent à 73,06 % contre le 35e amendement qui aurait modifié la Constitution de l'Irlande afin de réduire de 35 à 21 ans l'âge minimum de candidature pour le poste de président de l'Irlande. Jusqu'au rejet du quarantième amendement proposé en 2024, il s'agit de l'amendement au pourcentage de votes « contre » le plus élevé obtenu lors d'un référendum constitutionnel irlandais.

## Résultats
| Choix                     | Votes     | %     |
| ------------------------- | --------- | ----- |
| Pour                      | 520 898   | 26,94 |
| Contre                    | 1 412 602 | 73,06 |
|                           |           |       |
| Votes valides             | 1 933 500 | 99,18 |
| Votes blancs et invalides | 15 938    | 0,82  |
| Total                     | 1 949 438 | 100   |
| Abstention                | 1 272 243 | 39,48 |
| Inscrits/Participation    | 3 221 681 | 60,52 |

| Votes Pour (26,94 %) |  |  | Votes Contre (73,06 %) |
| ▲                    |  |  |                        |
| Majorité absolue     |  |  |                        |